# Escut d'Andilla
L'escut d'Andilla és un símbol representatiu oficial del municipi valencià d'Andilla (els Serrans). Té el següent blasonament:
| « | Escut quadrilong de punta redona, partit. En el primer quarter, en camp de gules un castell d'or, maçonat i aclarit de sable. En el segon quarter, d'or, quatre bandes d'atzur. Al tot, bordura d'atzur amb vuit aspes d'or. Per timbre, corona reial oberta. | » |

## Història
L'escut es va aprovar per Resolució del 13 de març de 2000, del conseller de Justícia i Administracions Públiques. Publicat en el DOGV núm. 3.733, del 18 d'abril de 2000.
S'hi representa el castell de la localitat, que fou centre de la baronia d'Andilla, i les armes dels Dies de Calataiud, els primers barons de la vila.